# 本多夫
本多夫（德語：Bendorf，發音：[ˈbɛndɔʁf] ⓘ）是德国莱茵兰-普法尔茨州迈恩-科布伦茨县的城市，面积24.12平方千米，2023年12月31日人口为17,208人。